# Scott Stewart
Scott Charles Stewart es un cineasta y artista de efectos visuales estadounidense. Fue uno de los principales cofundadores de The Orphanage, una prolífica casa de efectos especiales de Los Ángeles que trabajó en docenas de proyectos de alto perfil. Como director, dirigió las películas de acción y terror de fantasía oscura Legion y Priest, y el thriller de abducción extraterrestre Dark Skies. También fue productor ejecutivo de la serie de televisión Dominion, una secuela de la película anterior. Stewart también ha dirigido, producido y realizado decenas de cortometrajes y comerciales de televisión.

## Biografía
Stewart era un alto funcionario de la empresa de efectos visuales The Orphanage. Stewart dirigió y escribió el thriller apocalíptico Legion. Dirigió la película de terror de vampiros western Priest.

## Asociaciones
Ha trabajado con el actor Paul Bettany en el papel principal de sus dos primeros largometrajes dirigidos, Legion y Priest.

## Filmografía
Director
| 2000 | What We Talk About When We Talk About Love | Sí | Sí | Sí | Basada en la historia corta del mismo nombre de Raymond Carver |
| 2010 | Legion                                     | Sí | Sí | Sí |                                                                |
| 2011 | Priest                                     | Sí | No | No |                                                                |
| 2013 | Dark Skies                                 | Sí | Sí | No |                                                                |
| 2014 | Dominion                                   | Sí | No | No | Episodio: "Pilot"                                              |
| 2016 | Holidays                                   | Sí | Sí | No | Segmento Navidad                                               |

Productor
| Año  | Título                | Notas               |
| ---- | --------------------- | ------------------- |
| 2000 | G.                    | Productor asociado  |
| 2000 | Falling               |                     |
| 2000 | The Upgrade           |                     |
| 2001 | Ten Tiny Love Stories | Productor asociado  |
| 2001 | Sweet                 | Productor ejecutivo |
| 2001 | bigLove               | Productor ejecutivo |

Efectos visuales
- Mars Attacks! (1996)
- The Lost World: Jurassic Park (1997)
- Mercury Rising (1998)
- The Last Birthday Card (2000)
- Harry Potter y el cáliz de fuego (2005)
- Sin City (2005)
- Night at the Museum (2006)
- Pirates of the Caribbean: Dead Man's Chest (2006)
- Superman Returns (2006)
- The Host (2006)
- Live Free or Die Hard (2007)
- Piratas del Caribe: en el fin del mundo (2007)
- Grindhouse (2007)
- El acantilado rojo (2008)
- You Don't Mess with the Zohan (2008)
- Iron Man (2008)